# パル (雑誌)
『パル』は、実業之日本社から発行されていた漫画雑誌。編集は説話社が担当。

## 概要
1994年1月に月刊『おまじないコミック』を改題し発刊。当初の誌名はティーンズコミックパル。その後少女パルと改名したが、1997年6月に事実上廃刊。

## 掲載された主な作品
- 神様の言うとおり!（折原みと）
- 快傑!鈴鳴学園探偵部（日下部拓海）
- 空においでよ（牧村久実）
- 何様のつもりダ!!（草薙竜樹）